# Olena Starikova
Olena Starikova (en ucraïnès Олена Старикова) (22 d'abril de 1996) és una ciclista ucraïnesa, especialista en pista.

## Palmarès
- 2015
  -  Campiona d'Ucraïna en Velocitat per equips
- 2016
  -  Campiona d'Ucraïna en Velocitat
  -  Campiona d'Ucraïna en 500 metres
  -  Campiona d'Ucraïna en Keirin
- 2017
  -  Campiona d'Europa sub-23 en Velocitat

### Resultats a laCopa del Món
- 2016-2017
  - 1a a la Classificació general en Velocitat
- 2017-2018
  - 1a a Santiago de Xile, en Velocitat per equips